# Arnold von Wied

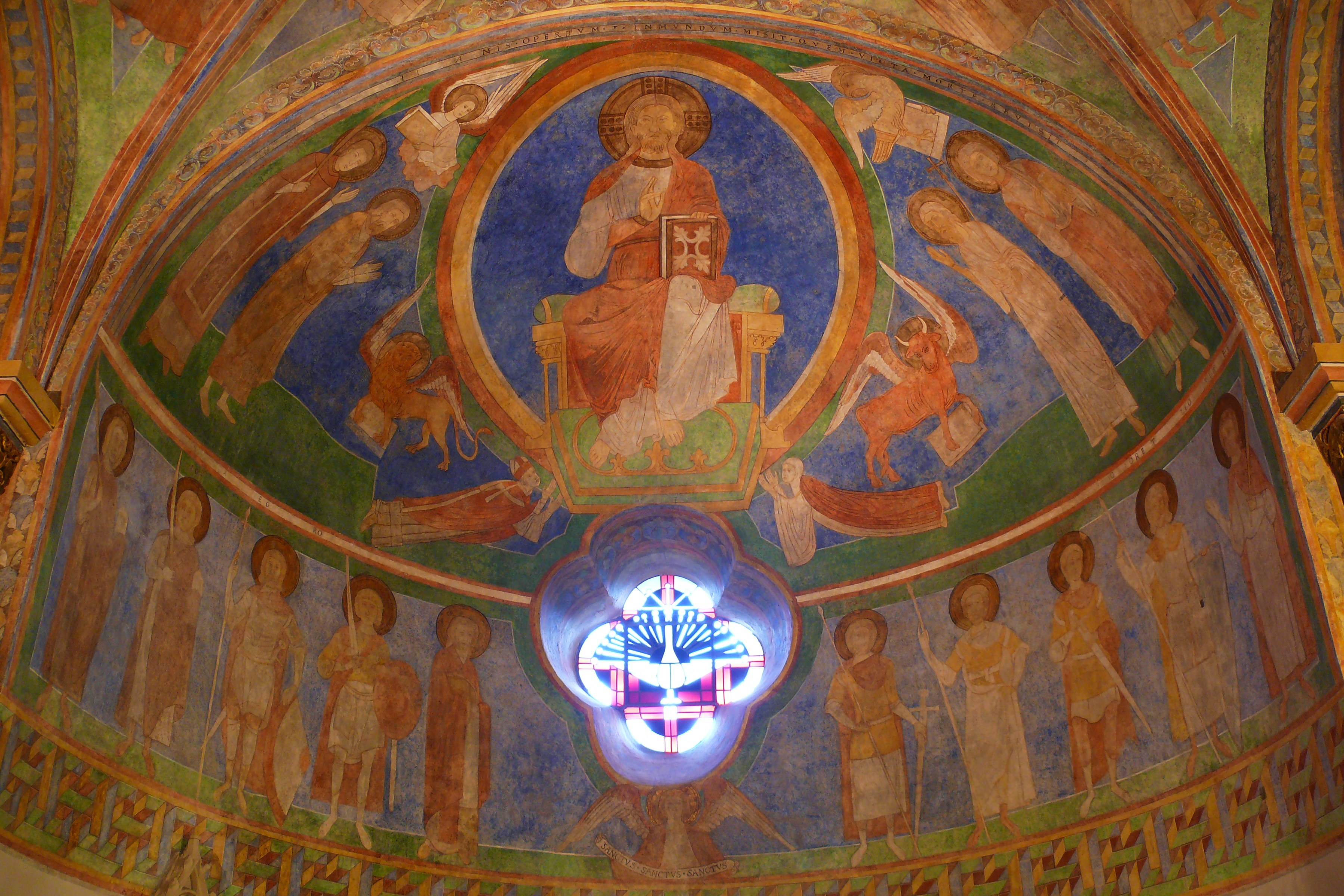
Arnold von Wied gemeinsam mit der Mitstifterin Hadwig von Wied in Proskynese vor dem Weltenherrscher, begleitet von den vier Evangelisten. Fresko in der St. Clemens-Kapelle in Schwarzrheindorf

Arnold von Wied (* vermutlich um 1098; † 14. Mai 1156 in Xanten) war als Arnold II. von 1151 bis 1156 Erzbischof von Köln.

## Frühe Jahre
Arnold war ein Sohn des Grafen Metfried von Wied aus dem gleichnamigen Geschlecht. Die Stammburg Altwied liegt in Rheinland-Pfalz im heutigen Neuwied. Der Name seiner Mutter ist unbekannt. Er hatte drei Brüder und vier Schwestern: den vermutlich erstgeborenen Siegfried, Ludwig, Burkhard, Hizzecha, Sophia, Siburga und Hadwig. Letztere unterstützte die Errichtung der Doppelkirche von Schwarzrheindorf auf Grundbesitz der Familie und übernahm die Verwaltung nach Arnolds Tod.
Arnold trat in den geistlichen Stand ein, was darauf schließen lässt, dass er nicht der erstgeborene Sohn war. Wahrscheinlich besuchte er die Stiftsschule in Lüttich. Hier kam er vermutlich in Kontakt mit Wibald von Stablo, der dort seine Ausbildung erhielt und Arnold in einem Brief als seinen „Jugendfreund“ bezeichnet. Die beiden blieben in Kontakt und Wibald nahm regen Anteil am Bau der Kirche in Schwarzrheindorf.
Ab 1122 ist er als Propst von St. Georg in Limburg an der Lahn nachweisbar. Ab 1127 ist er als Dompropst zu Köln belegt, wo er über die Jahre vielfach für die Interessen der Diözese eintrat. Diese Ämter übte er bis zu seiner Wahl als Erzbischof 1152 aus. Als Propst in Köln war er als Zeuge bei der Ausstellung zahlreicher Urkunden der Erzbischöfe Friedrich I. von Schwarzenburg und Bruno II. von Berg anwesend. Aus der Zeit Brunos stammen auch Urkunden von ihm selbst.
Von 1138 bis 1151 war Arnold auch Propst der St. Servatiuskirche in Maastricht. Im selben Jahr nahm er auf Einladung Alberos von Trier an der Königserhebung Konrads III. teil.

## Arnold als Kanzler unter Konrad III.
Nachdem Konrad III., der zuvor als Gegenkönig zu Lothar III. aufgestellt wurde, römisch-deutscher König  wurde, musste er Personen in seine Regierungsgeschäfte einbinden, die nicht zu den Anhängern seines Vorgängers zählten. Beispielsweise musste die Reichskanzlei neu besetzt werden. Somit wurde der Kölner Dompropst Arnold von Wied, in den ersten Regierungstagen Konrads III., zum Kanzler ernannt. In diesem Amt ist er am 8. April 1138 zum ersten Mal in einem Diplom des Königs fassbar. Arnold selbst hat ebenfalls bei einigen königlichen Diplome mitgewirkt. Zusätzlich zur Leitung der Reichskanzlei übernahm Arnold von Wied die Propstei der St. Servatiuskirche in Maastricht, was vermutlich seit Kaiser Heinrich V. traditionellerweise mit der Kanzlerwürde verbunden war.
Der König vertraute ihm vor allem Angelegenheiten von Reichsitalien und Lothringen an. Kurz nach der Übernahme der Leitung der Reichskanzlei, reiste Arnold im königlichen Auftrag nach Oberitalien und nach Rom. Dort brachte er Anfang 1139 ein zuvor selbst angefertigtes Diplom persönlich nach Genua und vermutlich auch nach Farfa. Der eigentliche Grund der Entsendung des Kanzlers hatte vermutlich politische Gründe. Denn zu Beginn seiner Regierungszeit stand Konrad III. im Kontrast zu dem Welfenherzog Heinrich von Bayern, der die Königskrone nicht erlangen konnte. Somit war für Konrad III. jede Machtausweitung in Deutschland und Italien willkommen. Genua und Farfa, Klöster in der Nähe von Rom, waren bereits unter den Saliern wichtige Säulen des Reichs, die Konrads III. Macht stützen konnten. Dass sich Arnold von Wied 1139 in Rom zudem seine Besitzungen und Rechte seines Stiftes St. Servatius in Maastricht von Papst Innozenz II. bestätigen ließ, ist außerdem ein Indiz für die Überlegung, dass Arnold ebenfalls wichtige Verhandlungen an der Kurie zu führen hatte. Nach seiner Rückkehr ins römisch-deutsche Reich hielt er sich sowohl in Köln als auch am königlichen Hof auf und nahm an diversen Reichstagen teil. Arnold von Wied war dank seines Amtes ein enger Berater von Konrad III. und hat diesen oftmals begleitet. Des Weiteren ist er in der Folgezeit in mehreren erzbischöflichen Urkunden erwähnt worden.
Nach dem Fall von Edessa hatte Papst Eugen III. zu einem Kreuzzug aufgerufen. Auch Konrad III. sowie Arnold von Wied und viele andere stimmten der Teilnahme am Kreuzzug zu, obwohl die angespannten politischen Verhältnisse im Reich eine längere Abwesenheit des Königs nicht begünstigten. Während seiner Abwesenheit, hatte Arnold seiner Schwester Hadwig die Fürsorge seiner persönlichen Angelegenheiten anvertraut. Von 1147 bis 1149 nahmen sie am Zweiten Kreuzzug teil. Arnolds genaue Tätigkeiten in dieser Zeit sind unklar, allerdings war er dabei, als der Kreuzzug 1148 bei Damaskus scheiterte. Arnold von Wied ist mit dem König nach Byzanz zurückgezogen und begleitete den König bei dessen Aufenthalt in Konstantinopel. Im Jahr 1149 kehrte er nach Köln zurück.
Nach der Rückkehr vom Kreuzzug hat Konrad III. unter anderem Arnold von Wied und Wibald von Stablo mit einer Gesandtschaft einerseits zu dem Papst und andererseits zu dem römischen Senat, der mit diesem verfeindet war, beauftragt um bezüglich der Erlangung der Kaiserkrone zu verhandeln. Vor allem Arnold war aufgrund seiner Tätigkeit in der Reichskanzlei mit den italienischen Verhältnissen vertraut gewesen. Allerdings versuchte er diesen Auftrag zunehmend hinauszuzögern, da er vermutlich nicht als zwiespältiger Gesandter mit beiden Parteien gleichzeitig verhandeln wollte und begab sich zurück nach Köln. Dort gab es vor allem nach der Amtsenthebung von Erzbischof Arnold I. von Köln viele Aufgaben für den Kölner Dompropst.

## Wahl zum Erzbischof
Nach seiner Rückkehr nach Köln schloss Arnold sich den Gegnern von Erzbischof Arnold I. an, der schon im Jahr 1148 suspendiert worden war. Er nahm bald eine Führungsrolle ein und hatte Ambitionen auf die Nachfolge als Erzbischof, die er mit Nachdruck verfolgte. Dadurch musste er seinen Hofdienst einschränken, was zu einer zeitweiligen Entfremdung von Konrad führte.
Am 3. April 1151 verstarb Arnold I. Arnold von Wied verzeichnete eine große Anhängerschaft und wurde von Klerus und Volk zum Erzbischof gewählt. Er übernahm das Amt in einer überaus schwierigen Situation. Das Erzstift Köln war hoch verschuldet und durch Fehden geschwächt. Daher erklärte sich Arnold zur Leitung des Erzbistums nicht imstande und wollte die Wahl nur mit ausdrücklicher Zustimmung von Kaiser und Papst annehmen. Diese Demonstration von Bescheidenheit folgte nicht nur einem Topos der mittelalterlichen Bischofswahl, vielmehr spielte auch Arnolds Befürchtung, für das verschuldete Bistum mit seinem Privatvermögen aufkommen zu müssen, eine Rolle. Er bestand auf der Zustimmung von König und Papst, um sich deren Unterstützung bei der Restitution des Erzstiftes sicher zu sein.
Ende April 1151 traf Arnold mit König Konrad in der Kirche von Schwarzrheindorf zusammen. Dort wurden die Altäre der Unterkirche von Albrecht I. von Meißen und Heinrich von Lüttich geweiht, Arnold selbst weihte den Altar der Oberkirche. Per Schiff fuhren Arnold und Konrad über den Rhein nach Köln, wo sie begeistert empfangen wurden. Im Kölner Dom verlieh der König Arnold die Regalien. Zusätzlich wurden ihm die herzoglichen Rechte des erloschenen lothringischen Dukat eingeräumt.
Er reiste im Spätsommer 1151 zusammen mit Wibald von Stablo nach Rom. Am 6. Januar 1152 wurde er von Papst Eugen III. in Segni bestätigt und geweiht. Der Papst bestätigte die Rechte und Besitzungen der Kölner Kirche und erkannte die neuen herzoglichen Rechte an. Bei der Rückkehr erfuhr Arnold vom Tod König Konrads.

## Reichserzkanzler unter Friedrich I.
Im März 1152 nahm Arnold an der Königswahl in Frankfurt teil. Er stellte sich dabei auf die Seite von Herzog Friedrich III. von Schwaben. Kurz nach der erfolgreichen Wahl krönte Arnold ihn am 9. März 1152 als Friedrich I. Barbarossa im Aachener Dom zum römisch-deutschen König.
Auch unter Friedrich I. war Arnold häufig am Königshof anwesend. Allerdings ist der Bischof Eberhard von Bamberg der neue wesentliche Berater. Doch die jahrelange Erfahrung von Arnold von Wied und beispielsweise Wibald von Stablo ist für seine Herrschaft unverzichtbar. So tritt Arnold von Wied zum Beispiel 1153 als Zeuge des Konstanzer Vertrages auf. Zudem hatte Arnold von Wied als Erzbischof von Köln die Würde des Reichserzkanzler für Italien inne. Somit begleitete er Friedrich 1154/155 auf seinem Italienzug(Krönungszug). In dieser zeit rekognoszierte er viele Urkunden oder trat als Zeuge auf. Zudem zählte er 1155 zu den Gesandter, die nach Rom geschickt wurden, um die Kaiserkrönung Friedrichs durch den Papst zu verhandeln. Arnold von Wied eignete sich als Gesandter, da er enge Beziehungen zu dem Papst und zu dem König pflegte sowie die genaue Verhandlungssituation kannte. Insgesamt versuchte Arnold von Wied ausgleichend zwischen Papst und König zu wirken. Nach einigen Missverständnissen und Verzögerungen, wie die Weigerung Friedrichs dem Papst den üblichen Stratordienst zu leisten, was Arnold entschärfen konnte, kamen Friedrich I. und der Papst schließlich am 9. Juni 1155 bei Sutri erstmals zusammen. Arnold durfte dem Papst an der Spitze einer vom König entsendeten Schar entgegenreiten. Am 18. Juni 1155 nahm Arnold an der Kaiserkrönung Friedrichs im Petersdom teil.
Nach Erhalt der Kaiserkrone hätte Friedrich im Gegenzug die Forderungen des Papstes erfüllen müssen. Denn bis zu diesem Zeitpunkt hatte der Kaiser die Stadt Rom noch nicht der Herrschaft des Papstes unterworfen und ebenso wenig Maßnahmen gegen das sizilianische Normannenreich eingeleitet. Arnold drängte ihn dazu, den Papst aus seiner misslichen Lage zu befreien und gegen König Wilhelm III. von Sizilien vorzugehen. Allerdings sprachen sich vor allem die weltlichen Fürsten gegen dieses Unternehmen aus, woran sich der Kaiser orientierte. Nach der Rückkehr über die Alpen war Arnold verschiedentlich am Hof anzutreffen. Insgesamt aber ist eine größere Distanz zum Hof als unter Konrad festzustellen. Grundsätzlich schien ein gutes Einvernehmen zwischen Arnold und dem Kaiser zu bestehen, allerdings stand er seiner kurialen Politik kritischer entgegen. Der Italienzug war das letzte größere politische Geschehen, an dem Arnold II. von Köln teilgenommen hat.

## Wirken als Erzbischof

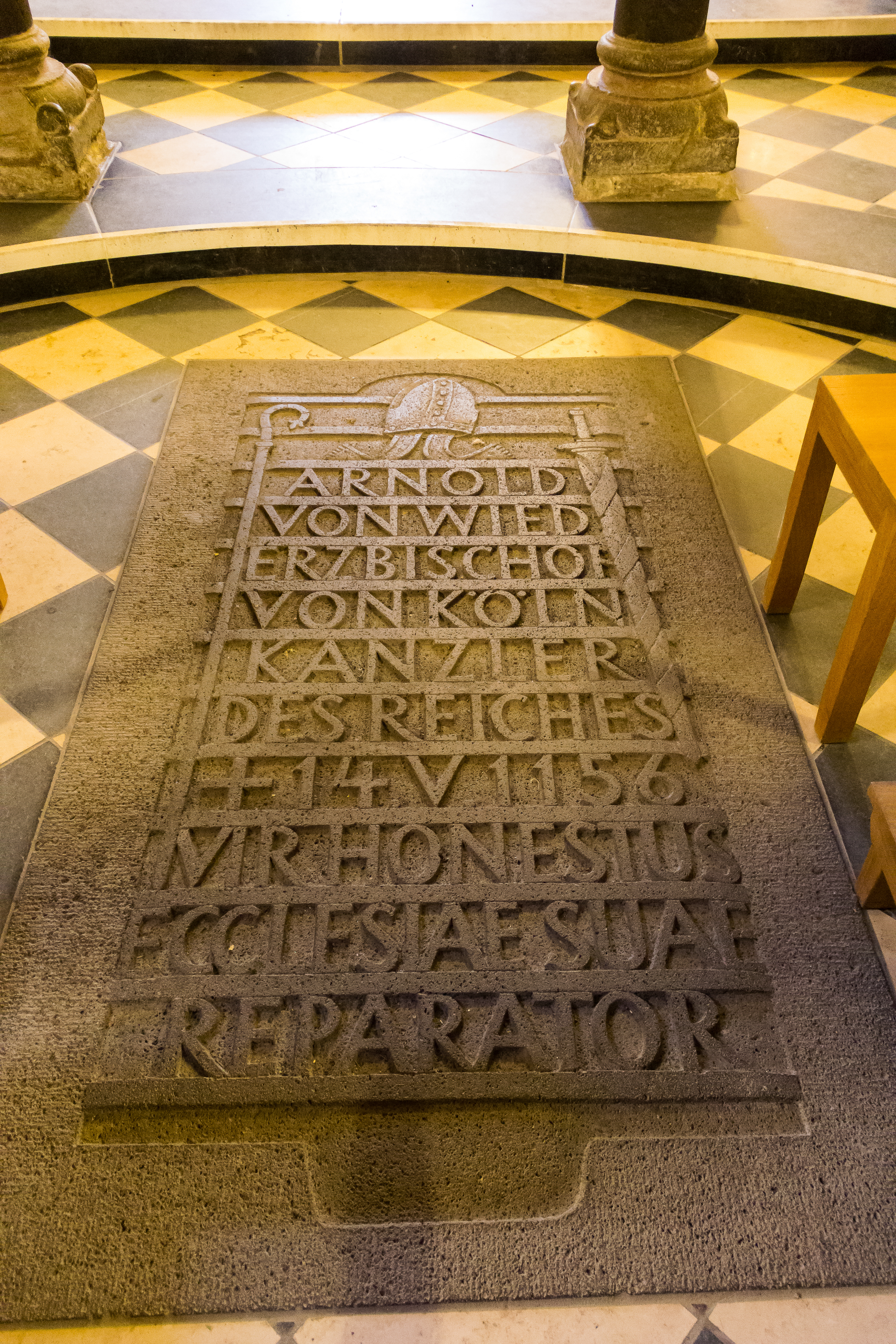
Grabstätte von Arnold von Wied in St. Maria und Clemens

Arnold von Wied hat die Wahl zum Erzbischof von Köln erst angenommen, als ihm sowohl der Papst als auch der König die Unterstützung bei der Wiederaufrichtung der zerrütteten Kölner Kirche zugesagt haben. Somit hat er sich von Anfang an den Beistand der obersten Gewalten gesichert. Bereits in der Domkirche wurde das Bistum Köln mit Temporalien belehnt und der König investierte Arnold von Wied mit herzoglichen Regalien.
Die Summe erzbischöflicher Hoheitsrechte, wie beispielsweise der Anspruch auf Zölle oder die Münzprägung und Besitzungen wie die Grafschaft im Kölngau ermöglichten den Erzbischöfen von Köln eine überragende Stellung einzunehmen. Arnold von Wied bemühte sich die erzbischöfliche Gewalt auf die gesamte Diözese hin (und darüber hinaus) auszuweiten. Denn vor allem seit den letzten Amtsjahren von Arnold I. von Köln, der suspendiert war und nicht mehr aktiv in die Geschehnisse des Erzstifts eingriff, hatten sich die Verhältnisse im Bistum verschlechtert. Seit Jahren herrschten Unruhen im Land, beispielsweise aufgrund von aufstrebenden, friedenstörenden Adelsfehden. Zudem befand sich das Erzstift in einer finanziellen Notlage.
Bereits als Dompropst hat Arnold von Wied die Übelstände und Probleme im Kölner Erzstift kennengelernt. Als Erzbischof verfolgte er vor allem das Ziel der Sicherung des Landfriedens und die Rückstellung entfremdeter Tafelgüter und Rechte des Kölner Erzstifts. Schon unmittelbar nach der Wahl begann Arnold damit, entfremdete Güter des Erzstifts zurückzugewinnen. Dabei kamen ihm Entscheidungen des Hofgerichts zugute, die bestimmten, dass die erzbischöflichen Güter nicht verpfändet oder als Lehen vergeben werden durften. Auch einige Bestätigungen von Rechten der Kölner Kirche durch den Papst unterstützte die Rückstellung der Kölner Tafelgüter. Zudem wurde Erzbischof Arnold II. von Köln 1151 der Dukat verliehen, womit ihm zwar faktisch keine neuen Rechte, aber ein herzoglicher Rang als Legitimation für die Ausübung seiner weltlichen Gewalt zugestanden wurde. Somit hatte er eine rechtliche Grundlage, die Unruhen im Land zu beenden, damit verbundene Gerichtsbarkeit auszuüben und dem Erzstift wieder Ansehen zu verleihen. Er nutzte die erweiterten weltlichen Rechte dazu, die Fehden zu bekämpfen, den Landfrieden zu erneuern und die Gerichtsbarkeit zu verbessern. Diesbezüglich geriet er beispielsweise in Konflikt mit Konkurrenten wie den Grafen von Berg und von Arnsberg. Die finanziellen Mittel für sein Handeln erhielt er überwiegend durch dir Tafelgüter, die vermutlich gegen Ende 1152 zurückgewonnen wurden. Schließlich konnte Arnold von Wied seine Stellung konsolidieren, das Erzstift aus seiner finanziellen Notlage befreien und viele der seit Jahren brodelnden Unruhen beruhigen. Aufgrund der wirtschaftlichen Schieflage des Erzstifts, sind kaum Schenkungen von Arnold II. von Köln bekannt. Schließlich sicherte er den Kirchenbesitz mit königlicher und päpstlicher Unterstützung. Anschließend konnte er sich eigenen Familieninteressen widmen, wie die Zerstörung der Burg Sayn im Jahr 1152. Insgesamt gilt Arnold von Wied, laut Heinz Wolter, unter den Kölner Erzbischöfen des 12. Jahrhunderts als Erneuerer seiner Kirche.
In geistlicher Hinsicht war er ein Förderer der Siegburger Reform im Benediktinerorden. Die von ihm gegründete Kirche St. Maria und Clemens wurde von seiner Schwester Hadwig von Wied, nachdem er ihr die Kirche vor seinem Tod anvertraut hatte, unter großem Aufwand zu einem Benediktinerinnenkloster erweitert. Möglicherweise hatte Arnold die Erweiterung bereits vor seinem Tod geplant und unter dieser Auflage die Kirche an seine Schwester übergeben. Auch zwei weitere seiner Schwestern traten in die Neugründung ein.
Arnold verstarb am 14. Mai 1156 in Xanten an den Folgen eines Sturzes, den er während eines Wettlaufs am Osterfest erlitt. Zu dieser Zeit war Arnold beinahe 60 Jahre alt, erfreute sich aber noch bester Gesundheit, so dass sein Tod überraschte. Die unrühmlichen Umstände seines Ablebens wurden auch von anderen angemerkt. So schreiben die Annalisten des Klosters Pöhlde von Arnolds Tod, dass er „unter Hintansetzung des priesterliches Ernstes durch einen heftigen Sturz in den Tod lief“ und in der Sächsischen Weltchronik wird berichtet, dass er „eines jämmerlichen Todes“ gestorben sei. Er wurde in der Kirche St. Maria und Clemens des Benediktinerinnenkloster in Schwarzrheindorf bei Bonn, dessen Gründung auf seine Anregung zurückging, beigesetzt.